# Guerra de Corinto
La guerra de Corinto o guerra Corintia fue un conflicto en la Antigua Grecia que transcurrió entre los años 395 a. C. y 387/6, en el que se encontraban involucrados, en un bando, Esparta y, en el otro, una coalición de cuatro grandes estados (Tebas, Atenas, Corinto y Argos) que se conoció como el sinedrion (συνέδριον: consejo) de Corinto (en realidad las alianzas entre ellos tenían un carácter bilateral). El Imperio aqueménida permanecía en la sombra, sin participar de manera activa, pero subvencionando con oro primero a la alianza de Corinto y, más tarde, cuando vio el riesgo de reconstrucción del imperio de Atenas, a la liga del Peloponeso liderada por Esparta.
La causa inmediata de la guerra fue un conflicto local entre focidios y locros en Grecia central, alentado por la facción tebana hostil a Esparta. Pero la causa subyacente ha de encontrarse, como ya hiciera el anónimo historiador de Oxirrinco frente al filoespartano Jenofonte, en la hostilidad hacia Esparta provocada por la dominación unilateral que había ejercido en los nueve años que siguieron al final de la guerra del Peloponeso.
La guerra se llevó a cabo en dos escenarios o frentes sucesivos: primero en el istmo de Corinto y Grecia central, y subsecuentemente en el Egeo. En tierra los espartanos se impusieron en las batallas hoplíticas de Nemea y Coronea, en el verano de 394 a. C., pero fueron incapaces de obtener ventajas estratégicas de dichas victorias, por lo que la guerra entró en una situación de punto muerto, de guerra de desgaste o de "trincheras" en la que ambos bandos consumían recursos a través del pago a mercenarios. En el mar la flota espartana fue aplastada en las cercanías de Cnido, en agosto de 394 a. C., por una flota persa comandada por Conón (mercenario de lujo de origen ateniense), acontecimiento que puso fin a la hegemonía naval de Esparta. Aprovechando este hecho, Atenas lanzó varias campañas navales en los años posteriores de la guerra, reconquistando un número de islas que habían sido la parte del antiguo Imperio ateniense durante el siglo V a. C.
Alarmados por estos éxitos atenienses, los persas dejaron de apoyar a los aliados y comenzaron a apoyar a Esparta. Este cambio de bando obligó a los aliados a buscar la paz. La Paz de Antálcidas, comúnmente conocida como la «Paz del Rey», se firmó en el 387 a. C., terminando así la guerra. Este tratado declaró que el Imperio aqueménida controlaría toda Jonia y que las demás ciudades griegas serían independientes. Esparta debía ser el garante de la paz, con el poder de hacer cumplir las cláusulas del tratado.
Los efectos de la guerra, por lo tanto, fueron establecer la capacidad de Persia de interferir satisfactoriamente en la política griega y afirmar la posición hegemónica de Esparta en el sistema político griego.

## Acontecimientos que originaron la guerra

Mapa de la guerra de Corinto

En la guerra del Peloponeso, que había terminado en el año 400 a. C., Esparta disfrutó del apoyo de casi todos los estados del territorio continental de la Antigua Grecia, así como del Imperio persa, y tras los meses y años que siguieron a la guerra una serie de polis del Egeo también habían caído bajo su control.
Esta sólida base de apoyo, sin embargo, pronto se vio fragmentada tras la guerra. A pesar de la naturaleza de la victoria, que se había producido gracias a la colaboración de los estados, Esparta fue la única que recibió el botín tomado de los estados derrotados y el pago de tributos acordado con lo que fue el Imperio ateniense. Los aliados de Esparta se vieron todavía más alienados cuando, en el año 402 a. C., Esparta atacó y tomó Elis bajo su control, siendo esta ciudad un miembro de la Liga del Peloponeso que se había enfrentado a Esparta durante el curso de la guerra. Corinto y Tebas se negaron a enviar tropas para ayudar a Esparta en su campaña contra Elis.
Tebas y Corinto también rechazaron participar en la expedición espartana contra Jonia en el año 398 a. C., llegando los tebanos incluso a interrumpir un sacrificio que el rey espartano Agesilao II intentó llevar a cabo en su territorio antes de partir. Sin embargo, a pesar de la ausencia de estos estados, Agesilao se enfrentó con éxito a los persas en Lidia, llegando a penetrar tierra adentro hasta Sardes. El sátrapa Tisafernes fue ejecutado por su incapacidad de detener a Agesilao, y su reemplazo, Titraustes, pagó a los espartanos para que se dirigieran al norte, hacia la satrapía de Farnabazo. Agesilao lo hizo, pero a la vez empezó a preparar una flota naval de bastante tamaño.
Incapaz de derrotar al ejército de Agesilao, Farnabazo decidió obligar a los espartanos a emprender la retirada mediante el ataque a las tierras continentales griegas. Envió a Timócrates de Rodas, un griego asiático, a distribuir dinero a las principales ciudades del continente para incitarlas a enfrentarse contra Esparta. Los tebanos, que ya habían demostrado su antipatía contra Esparta, se encargaron de comenzar la guerra.

## Primeras etapas de la guerra (395a.C.)

### Primeros enfrentamientos
Los tebanos, que no deseaban en un primer momento desafiar a Esparta de forma directa, prefirieron una vía indirecta para comenzar la guerra. Apoyaron a sus aliados de la Lócrida para que llevasen a cabo la recaudación de tributos en un territorio que estaba a la vez reclamado por Lócrida y por Fócida. En respuesta, los ciudadanos de Fócida invadieron Lócrida, que a su vez acudió a Tebas buscando ayuda. Los tebanos invadieron el territorio focio que, por su parte, apeló a su aliado, Esparta, quien se encontró por fin con la ansiada excusa para disciplinar a los tebanos. Esparta ordenó la movilización general, mientras que una embajada tebana fue enviada a Atenas en busca de apoyo. Los atenienses votaron ayudar a Tebas y se firmó una alianza perpetua entre Atenas y la confederación de Beocia.
El plan espartano era movilizar dos ejércitos, uno bajo el mando de Lisandro y el otro dirigido por Pausanias, para que se encontrasen y atacasen la ciudad de Haliarto. Lisandro llegó antes que Pausanias y logró persuadir a la ciudad de Orcómeno para que se rebelasen contra la confederación de Beocia, avanzando hacia Haliarto con sus propias tropas y una fuerza de orcomenios. Murió en la batalla de Haliarto tras haber llevado a sus tropas demasiado cerca de las murallas de la ciudad. La batalla terminó sin decantarse por ninguno de los dos bandos, con los espartanos sufriendo muchas bajas al comienzo para luego acabar derrotando a un grupo de tebanos que les perseguían hacia terreno más escarpado. Pausanias llegó un día tarde, acordó un alto el fuego y recuperó los cuerpos de los caídos espartanos, con los que volvió a Esparta. En Esparta se encontró con un juicio en el que se exigía su muerte, por lo que huyó a Tegea antes de que pudiera ser condenado.

### La alianza contra Esparta se expande
Tras estos acontecimientos, tanto los espartanos como sus oponentes se prepararon para los enfrentamientos más serios que vendrían. A finales del 395 a. C., Corinto y Argos entraron en la guerra en el bando de Atenas y Tebas. Se formó un Consejo en Corinto para dirigir los asuntos de esta alianza, y los aliados enviaron emisarios a una serie de polis menores recibiendo el apoyo de muchas de ellas.
Alarmados por los acontecimientos, los espartanos prepararon un ejército contra esta nueva alianza, y enviaron un mensajero a Agesilao ordenándole volver a Grecia. Las órdenes fueron mal acogidas por Agesilao, que buscaba una gran campaña asiática, pero se dio la vuelta y se dirigió a casa con sus tropas, cruzando el Helesponto y marchando al oeste a través de Tracia.

## Guerra en tierra y mar

### Nemea
Tras un breve enfrentamiento entre Tebas y Fócida, en el que Tebas salió victoriosa, los aliados reunieron una gran armada en Corinto. Se envió una fuerza de gran tamaño desde Esparta para enfrentarse a ella. Las fuerzas se encontraron en el cauce seco del río Nemea, en territorio corintio, en donde los espartanos obtuvieron una victoria decisiva. Como suele ser habitual en batallas entre ejércitos de hoplitas, el flanco derecho de cada ejército resultó victorioso: Los espartanos derrotaron a los atenienses, mientras que tebanos, argivos y corintios vencieron a los ejércitos peloponesios que se les oponían. Los espartanos entonces atacaron y dieron muerte a un buen número de argivos, corintios y tebanos que volvían de perseguir a sus oponentes.
El ejército de la coalición perdió 2800 hombres, mientras que los espartanos y sus aliados perdieron solo 1100.

### Cnido
La siguiente acción militar de importancia tuvo lugar en el mar, en donde los aqueménidas y los espartanos habían reunido grandes flotas durante la campaña de Agesilao en Asia. Gracias al reclutamiento de naves en las polis bajo su control, Agesilao había logrado un contingente de 120 trirremes que puso al mando de su cuñado Pisandro, quien no tenía experiencia naval. Los persas, por su parte, ya habían logrado reunir las flotas fenicia, cilicia y chipriota bajo el mando del experimentado general ateniense Conón, que había conseguido apoderarse de Rodas en el año 396 a. C. y convertirla en base naval.
Las dos flotas se encontraron en Cnido en agosto del año 394 a. C. Los espartanos lucharon bien, sobre todo aquellas naves cercanas a la de Pisandro, pero finalmente fueron superados. Hubo un gran número de naves hundidas o capturadas y la flota espartana fue esencialmente barrida. Tras esta victoria, Conón y Farnabazo navegaron a lo largo de la costa de Jonia, expulsando a los (harmostas) gobernadores espartanos y a las guarniciones de las ciudades, aunque no lograron reducir las bases espartanas en Abidos y Sestos, y después prosiguieron en las Cícladas.

### Coronea
Para entonces el ejército de Agesilao había logrado rechazar los ataques tesalios producidos mientras marchaba sobre su territorio y había llegado a Beocia, en donde fue recibido por un ejército formado por varias polis contrarios a la alianza con Esparta. La fuerza asiática de Agesilao, compuesta principalmente por hilotas y veteranos mercenarios de los Diez mil, fue incrementada por medio regimiento espartano de Orcómeno y otro medio regimiento que había sido transportado a través del golfo de Corinto.
Los ejércitos se encontraron en Coronea y, una vez más, las alas izquierdas de ambos ejércitos resultaron victoriosas, con los tebanos saliendo triunfantes mientras que el resto de aliados eran derrotados. Viendo que el resto de las fuerzas caían, los tebanos formaron para atravesar hasta el campamento. Agesilao se enfrentó a ellos y en la lucha murieron muchos tebanos, antes de que lograsen abrir una brecha para reunirse con los aliados. Tras la victoria, Agesilao partió por mar con su ejército y regresó a Esparta.

## Eventos posteriores
Los eventos del año 394 a. C. situaron a Esparta con ventaja en la guerra terrestre, pero muy débiles en el mar. La coalición de estados había sido incapaz de derrotar a la falange espartana en el campo de batalla, pero había logrado mantener la fuerza de su alianza y habían impedido a los espartanos moverse a placer por la Grecia central. Los espartanos seguirían intentando los años siguientes derrotar a Corinto o a Argos, y dejarlas fuera de combate.
Mientras tanto, los aliados buscaban preservar su frente unido contra Esparta, mientras que Atenas y Tebas tomaban ventaja de la preocupación de Esparta de aumentar su poder en las áreas que tradicionalmente habían dominado.

### La ayuda persa, reconstrucción de Atenas y revuelta civil en Corinto
En el año 393 a. C., Conón y Farnabazo navegaron hasta la Grecia continental, y se dedicaron a saquear la costa de Laconia y atacaron la isla de Citera, en donde dejaron una guarnición y a un gobernador ateniense. De ahí navegaron hasta Corinto, en donde distribuyeron dinero y urgieron a los miembros del consejo a demostrar al rey persa que eran merecedores de confianza. Farnabazo envió a Conón con recursos económicos y gran parte de la flota hasta Ática, en donde se unió a la reconstrucción de los Muros Largos desde Atenas hasta el Pireo, proyecto que había iniciado Trasíbulo en el 394 a. C. Con la ayuda de los remeros de la flota y de los trabajadores pagados con dinero persa la construcción pronto estuvo completada. Atenas pronto tomó ventaja de los Muros y de la flota para atacar las islas de Esciro, Imbros y Lemnos, en dónde estableció cleruquías (colonias de ciudadanos atenienses).
Aproximadamente por entonces estalló una stasis (revuelta civil) en Corinto entre el partido democrático y el oligárquico. Los demócratas, apoyados por los argivos, lanzaron un ataque contra sus oponentes y les expulsaron de la ciudad. Los exiliados fueron en busca de la ayuda de los espartanos, quienes tenían su base en Sición en ese momento, mientras que los atenienses y beocios fueron a apoyar a los demócratas. En un ataque nocturno los espartanos y los exiliados tuvieron éxito en tomar el puerto de Corinto, el Lequeo, situado en el golfo homónimo, y derrotaron al ejército que fue a enfrentarse con ellos al día siguiente. Los aliados intentaron invadir el puerto, pero los espartanos sufrieron un nuevo ataque y fueron derrotados.

### Fracaso en las conferencias de paz
En el año 392 a. C. Esparta envió un embajador, Antálcidas, para reunirse con el sátrapa Tiribazo, esperando que los persas cambiasen de bando informándoles del uso que Conón estaba dando a su flota para la reconstrucción del Imperio ateniense. Los atenienses se enteraron del plan, y enviaron a Conón y a otros para presentar sus alegaciones a los persas. También comunicaron el problema a sus aliados, por lo que también Tebas, Corinto y Argos enviaron emisarios a Tiribazo.
En la conferencia resultante los espartanos propusieron una paz basada en la independencia de todas las polis. Sin embargo, la propuesta fue rechazada por los aliados, debido a que Atenas tenía intención de mantener las conquistas que había hecho en el Egeo, Tebas deseaba mantener su control sobre la Liga Beocia y Argos ya tenía intención por entonces de unir a Corinto en su estado. La conferencia, por tanto, fracasó, pero Tiribazo, alarmado por las acciones de Conón, le arrestó, mientras que proveía a los espartanos en secreto de fondos para equipar una nueva flota. Aunque Conón pronto escapó, murió poco después.
Se mantuvo una segunda conferencia de paz en Esparta ese mismo año, pero la propuesta espartana volvió a ser rechazada. En este caso influyeron las implicaciones del principio de autonomía y también que los atenienses se vieron escandalizados por el hecho de que dentro de los términos de la propuesta habrían tenido que abandonar a los griegos jonios al control del Persia.
Tras la conferencia de Persia, Tiribazo volvió a Susa a dar cuenta de los acontecimientos, y se envió a un nuevo general, Estrutas, a que tomase el mando. Estrutas siguió de nuevo una política antiespartana que llevó a que los espartanos ordenasen a su comandante en la región, Tibrón, que atacase. Tibrón logró asolar el territorio persa durante algún tiempo, pero murió junto con algunos de sus hombres cuando Estrutas tendió una emboscada a una de sus partidas de pillaje. Tibrón fue más tarde reemplazado por Difridas, que tuvo más éxito con los saqueos y que incluso capturó al yerno de Estrutas, pero nunca llegó a conseguir resultados que llegasen a influir en el curso de la guerra.

### Lequeo y la toma de Corinto

Corinto y los territorios circundantes.

En Corinto, el partido democrático seguía controlando la ciudad, mientras que los exiliados y sus apoyos espartanos controlaban Lequeo, desde donde lanzaban partidas de saqueo del territorio corintio. En el 391 a. C., Agesilao dirigió la campaña en la zona, tomando con éxito una serie de puestos fortificados, así como una gran cantidad de prisioneros y de botín. Mientras Agesilao se encontraba en el campamento preparando la venta de los despojos, el general ateniense Ifícrates, con una fuerza compuesta casi por entero de infantería ligera y peltastas (lanzadores de jabalinas), ganó una victoria decisiva contra el regimiento espartano que se había establecido en Lequeo.
Durante la batalla, Ifícrates tomó ventaja a los espartanos gracias a su carencia de peltastas. Utilizó un sistema de continuos y rápidos ataques seguidos de huidas, desgastando las tropas espartanas hasta que rompieron filas y huyeron, momento en el cual muchos hombres fueron aniquilados. Agesilao volvió al poco de estos hechos, pero Ifícrates continuó en campaña en la zona de Corinto, recapturando muchos de los fuertes que antes habían tomado los espartanos, aunque fue incapaz de tomar Lequeo.
También luchó contra Fliunte y Arcadia, derrotando decisivamente a los fliuntios y saqueando el territorio de los arcadios, cuando éstos evitaron el encuentro frente a frente con sus tropas.
Tras esta victoria el ejército argivo llegó a Corinto y, tomando la acrópolis, efectuó la fusión de las ciudades de Argos y Corinto. Las murallas que delimitaban ambas ciudades fueron echadas abajo, y el cuerpo de las dos ciudades se fusionó.

### Últimas campañas terrestres
Tras las victorias de Ifícrates cerca de Corinto no hubo más grandes batallas terrestres en la región. La lucha continuó en el Peloponeso y en el noroeste. Agesilao luchó con éxito en territorio argivo en el 391 a. C., e hizo dos expediciones más antes del final de la guerra. En la primera (en el 389 a. C.), una fuerza expedicionaria espartana cruzó el Golfo de Corinto para atacar Acarnania, que era un aliado del bando contrario a los espartanos. Tras unas dificultades iniciales para lograr un enfrentamiento con los acarnanios, que preferían retirarse a las montañas, y evitaban el encuentro directo, Agesilao finalmente logró llevarles a una batalla campal, en la que los acarnianos fueron derrotados y perdieron muchos hombres. Luego partió por mar de vuelta a casa a través del Golfo. Al año siguiente los acarnanios firmaron la paz con Esparta para evitar más invasiones.
En el año 388 a. C., Agesipolis dirigió un ejército espartano contra Argos. Sin embargo, ningún ejército salió a enfrentarse en campo abierto, por lo que se dedicó a saquear la zona durante un tiempo y, más tarde, tras recibir una serie de presagios desfavorables, volvió a casa.

### Últimas campañas navales
Tras su derrota en Cnido, los espartanos comenzaron a reconstruir su flota. Tras varias luchas con Corinto habían retomado el control del golfo de Corinto en el 392 a. C. Tras el fracaso de las conferencias de paz del año 392 a. C. los espartanos enviaron una pequeña flota al mando del almirante Ecdico al mar Egeo. Su órdenes eran ayudar a los oligarcas exiliados de Rodas. Ecdico llegó a Rodas y se encontró con los demócratas completamente al mando, y en posesión de una flota más grande que la suya, por lo que decidió esperar en Cnido.
Los espartanos enviaron el apoyo de su flota principal desde el Golfo de Corinto, al mando de Teleutias. Tras recoger más naves en la isla de Samos, Teleutias tomó el control de la flota reunida en Cnido y comenzó las operaciones contra Rodas.

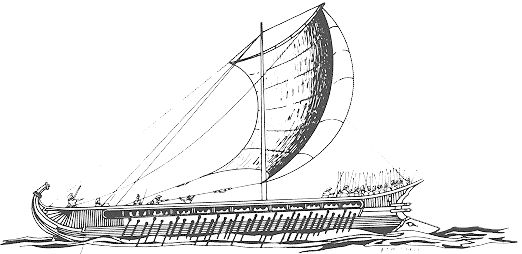
Trirreme griego

Alarmados por este resurgimiento espartano como fuerza naval, los atenienses mandaron una flota de 40 trirremes dirigidas por Trasíbulo. Éste, juzgando que podría conseguir más luchando en otros lugares en lugar de enfrentándose directamente a la flota espartana, navegó hacia el Helesponto. Una vez ahí logró poner del bando ateniense a una serie de estados principales, e impuso el pago de un impuesto a aquellas naves que atravesasen las cercanías de Bizancio, restaurando una fuente de ingresos que los atenienses habían tenido en la anterior guerra del Peloponeso.
De ahí partió a la isla de Lesbos, en donde gracias al apoyo de los mitilenios, derrotó a las fuerzas espartanas de la isla y tomó un buen número de ciudades. En el 388 a. C., mientras dirigía su flota al sur a través del Egeo, sus soldados asolaron los campos de Aspendos. En venganza, los aspendianos atacaron el campamento ateniense por la noche, y Trasíbulo fue asesinado en su tienda.
Tras estos acontecimientos, los espartanos enviaron a un nuevo comandante, Anaxabio, a Abidos. Durante un tiempo consiguió una serie de éxitos contra Farnabazo, y capturó un buen número de naves mercantes atenienses. Los atenienses, preocupados de que los logros de Trasíbulo se perdiesen, mandaron a Ificrates a la región para que se enfrentase a Anaxabio. Durante un tiempo las armadas se limitaron a saqueos en los territorios del enemigo, pero finalmente Ifícrates logró adivinar adonde iba a enviar sus tropas Anaxabio, en su regreso de una campaña contra la colonia griega de Antandros, y emboscó a la fuerza espartana. Cuando Anaxabio y sus hombres entraron el terreno escarpado y montañoso en el que Ifícrates y sus hombres les estaban esperando, los atenienses emergieron y les emboscaron, matando a Anaxabio y a muchos otros.

### Egina y el Pireo
Llegados a este punto, en el 389 a. C., los atenienses lanzaron un ataque contra la isla de Egina, frente a la costa del Ática. Los espartanos pronto lograron expulsar a la flota ateniense, pero Atenas continuó acosando la ciudad de Egina por tierra. La flota espartana navegó hacia el este, hasta Rodas, dirigida por Antálcidas, pero fue finalmente  bloqueada en Abidos por los comandantes atenienses de la región. Los atenienses en Egina, por su parte, fueron también contraatacados y acabaron retirándose algunos meses después.
Poco después de la retirada de los atenienses de Egina, la flota espartana dirigida por Gorgopas emboscó a la ateniense cerca de Atenas, capturando varias naves. Los atenienses respondieron con otra celada: Cabrias, que se dirigía a Chipre, tomó tierra en Egina y preparó una emboscada a los eginetas y a sus aliados espartanos, matando a muchos de ellos.
Los espartanos enviaron a Teleutias a Egina para dirigir la flota que se encontraba allí y, viendo que los atenienses habían bajado la guardia tras la victoria de Cabrias, lanzó un ataque por todo el Pireo capturando muchos navíos mercantes.

## La paz de Antálcidas
Antálcidas, mientras tanto, había entablado negociaciones con Tiribazos, y había llegado a un acuerdo mediante el cual los persas entrarían en la guerra a favor de Esparta si los aliados se negaban a firmar la paz. Parece ser que los persas, nerviosos por algunas de las acciones atenienses como apoyar al rey Evágoras de Chipre y al faraón Acoris de Egipto, ambos en guerra con Persia, había decidido que su política de debilitar a Esparta apoyando a sus enemigos había dejado de ser útil. Tras escapar del bloqueo de Abidos, atacó y derrotó a una pequeña fuerza ateniense, y reunió su flota con otra flota de apoyo enviada desde Siracusa. Con esta fuerza, que pronto se vio aumentada con naves aportadas por los sátrapas de la región, navegó al Helesponto para cortar las rutas de comercio que llevaban el grano a Atenas. Los atenienses, con el recuerdo de una derrota similar todavía fresco (la guerra del Peloponeso había acabado sólo dos décadas antes), estaban dispuestos a firmar la paz.
Fue entonces cuando Tiribazo convocó una conferencia de paz a finales del 387 a. C., estando los principales participantes en la guerra preparados para discutir los términos de la misma. En los términos del tratado se tuvo como base un decreto del rey persa Artajerjes II:

Artajerjes el rey piensa que es justo que las ciudades de Asia le pertenezcan, al igual que Clazómenas y Chipre de entre las islas, y que el resto de las ciudades griegas, tanto grandes como pequeñas, sean independientes, excepto Lemnos, Imbros y Esciro; y que éstas deberían pertenecer a los atenienses como si así hubiese sido siempre. Pero sobre cualquiera de las dos partes que no acepte esta paz, contra ellos haré la guerra, en compañía con los que sí deseen este acuerdo, tanto por tierra como por mar, con naves y con dinero.

En una conferencia general de paz en Esparta, los espartanos, con su autoridad incrementada por la amenaza de la intervención persa, lograron la aceptación de la mayoría de los principales estados griegos a esos términos. El acuerdo al que se llegó se conoció comúnmente como la Paz del Rey, reflejando la influencia persa en el tratado. El tratado marcó un primer intento a una paz común en la historia griega: bajo el tratado todas las ciudades serían independientes, cláusula que sería puesta en práctica con los espartanos como autoridad encargada de salvaguardar la paz. Bajo la amenaza de intervención espartana, Tebas disolvió su liga, y Argos y Corinto terminaron su experimento de gobierno compartido. Corinto, sin su aliado, fue incorporado de nuevo en la Liga del Peloponeso de Esparta.
Tras 8 años de enferentamientos la guerra de Corinto había finalizado.

## Eventos posteriores
En los años que siguieron a la firma del tratado de paz, los dos estados responsables de su mantenimiento, Imperio Persia y Esparta, se aprovecharon de lo que habían ganado con ello. Persia, libre de interferencia ateniense o espartana en sus provincias asiáticas, consolidó su control sobre el este del Egeo y capturó tanto Egipto como Chipre en el 380 a. C. Esparta, mientras tanto, en su nueva posición formal como ciudad principal en el sistema político de Grecia, se aprovechó de la cláusula de autonomía para romper cualquier coalición en la que percibiese algún tipo de amenaza.
Los aliados desleales eran castigados. Mantinea, por ejemplo, fue dividida en cinco pueblos distintos. Con Agesilao a la cabeza del estado, abogando por una política agresiva, los espartanos lucharon desde el Peloponeso hasta la distante península Calcídica. Su dominio sobre el continente griego se mantendría otros dieciséis años antes de acabar rompiéndose en la batalla de Leuctra.
La guerra también marcó el comienzo del resurgir de Atenas como potencia en el mundo griego. Con sus murallas y su flota restauradas, los atenienses pudieron volver sus ojos hacia el mar. Para mediados del siglo IV a. C. habían logrado reunir una alianza de estados del Egeo conocida comúnmente como la Segunda Liga ateniense, consiguiendo recuperar al menos ciertas partes de lo que habían perdido en su derrota del 404 a. C.
La libertad de los griegos jonios, que había sido uno de los principales clamores desde el comienzo del siglo V a. C., terminó con la guerra de Corinto. Los estados principales de Grecia no volvieron a intentar interferir con el control de Persia en la región. Tras un siglo de luchas, Persia por fin gobernaba sobre Jonia sin interferencias extranjeras, situación que duró 50 años hasta los tiempos de Alejandro Magno.